# アイスクリームのうた
- アイスクリームのうた
- アイスクリームの歌
- アイスクリームの唄

「アイスクリームのうた」は、佐藤義美作詞、服部公一作曲の日本の童謡。
曲名は「アイスクリームの歌」、「アイスクリームの唄」 と表記されることもある。
昔話の王子や王女ですら食べられないアイスクリームを、現代の子供が食べられる幸せを歌った楽曲。歌ではアイスクリームの冷たさ・甘さ・旨さを音楽隊で表現した。
歌い出しがヨハン・ゼバスティアン・バッハの無伴奏チェロ組曲第3番ブーレIに類似している。

## 来歴
もともとは1960年、ABCラジオ（朝日放送）の『ABC子どもの歌』のために書き下ろされた楽曲である。同番組のチーフプロデューサーの阪田寛夫からの依頼で佐藤義美の詞を渡された服部公一がスウィング・ジャズ風に作曲した。朝日放送大阪本社のスタジオにて録音が行われ、歌は宝塚歌劇団の歌専科のOGだった山元篤子が歌い、伴奏はキャスバオーケストラのメンバーによるコンボ、トランペット演奏は義則忠夫が担当した。録音ディレクターは中川隆博。
1962年にはNHKの『みんなのうた』で旗照夫、天地総子の歌で放送された。『みんなのうた』のアニメーションは中原収一。その後、同じNHKの『うたのえほん』『おかあさんといっしょ』『いないいないばあっ!』などでも放送された。
『みんなのうた』での放送が、この曲が大いに売れるきっかけとなった。
この曲はアイスクリームの新製品のコマーシャルソングとして使われたこともある。例として2009年放送のグリコ「パリッテ」のコマーシャルソングとしてTOMOが替え歌で歌った。
初期はLPレコード化され、現在ではCD化はされているが、『みんなのうた』では再放送はされず、DVD化もされてはいなかった。しかし映像は現存していないが発掘プロジェクトで音声は発掘され、2016年6月-7月に54年振りに再放送、6年後の2022年8月-9月にも再放送される。

## 録音した歌手
- 天地総子 - 1963年3月発売『NHKみんなのうた 第2集』（ビクター、LB-38）などに収録
- 水谷玲子 - 1970年4月発売の4曲入りEP『NHKテレビ うたのえほん』（日本コロムビア、SCS-95）などに収録
- 加藤みどり - 『ドレミファブック 6』（世界文化社）に収録
- 山野さと子 - 日本コロムビア
- 薮田明子、タンポポ児童合唱団 - キングレコード
- 森みゆき、宮内良 - 日本クラウン
- チャカと昆虫採集 - 1991年発売『うたの引力実験室』（ソニーミュージック、SRCL-1950）に収録。曲名は「アイスクリームの唄」。
- 土岐麻子 - 2007年発売『Lingkaran for Baby』（Ki/oon Records）に収録
- 中尾隆聖、鶴ひろみ - 2008年発売『アンパンマンとはじめよう! きせつのうたをうたおう サンサンなつだよ』などに収録
- 宮本佳那子、高橋秀幸 - 2014年発売『おやこでいっしょに♪どうよう』（日本コロムビア、COCX-38571〜2）などに収録
- ドリーミング - 映画『それいけ!アンパンマン きらめけ!アイスの国のバニラ姫』挿入歌。2019年6月26日発売の同映画サウンドトラックなどに収録。
- ももくろちゃんZ 2019年アルバム『ぐーちょきぱーてぃー 〜まるごとノリノリー! 〜』に収録。